# Кулијакан
Кулијакан (шп. Culiacán) је град у Мексику у савезној држави Синалоа. Према процени из 2005. у граду је живело 605.304 становника.

## Становништво
Према подацима са пописа становништва из 2010. године, град је имао 675.773 становника.
| 1990.   | 1995.   | 2000.   | 2005.   | 2010.   |
| ------- | ------- | ------- | ------- | ------- |
| 415.046 | 505.518 | 540.823 | 605.304 | 675.773 |